# Hauge, Fredrikstads kommun
Hauge är en ort i Fredrikstads kommun i Østfold fylke i sydöstra Norge. Orten ligger vid fylkesväg 109, nordöst om staden Fredrikstad. Den utgör en del av tätorten Fredrikstad/Sarpsborg.
Tidigare har orten tillhört dåvarande Tune kommun, därefter dåvarande Rolvsøy kommun.
Predikanten Hans Nielsen Hauge föddes i Hauge den 3 april 1771. Hans barndomshem är idag ett museum.